# Айдарлинський сільський округ (Сирдар'їнський район)
Айдарли́нський сільський округ (каз. Айдарлы ауылдық округі, рос. Айдарлинский сельский округ) — адміністративна одиниця у складі Сирдар'їнського району Кизилординської області Казахстану. Адміністративний центр та єдиний населений пункт — село Айдарли.
Населення — 1505 осіб (2021; 1892 у 2009, 2338 у 1999, 2157 у 1989).
Станом на 1989 рік існувала Айдарлинська сільська рада (села Айдарли, Жетиколь). Пізніше село Жетіколь утворило окремий Жетікольський сільський округ.